# Tau7 Eridani
Título a ser usado para criar uma ligação interna é Tau7 Eridani.
Tau7 Eridani (28 Eridani) é uma estrela na direção da constelação de Eridanus. Possui uma ascensão reta de 03h 47m 39.62s e uma declinação de −23° 52′ 29.3″. Sua magnitude aparente é igual a 5.24. Considerando sua distância de 272 anos-luz em relação à Terra, sua magnitude absoluta é igual a 0.63. Pertence à classe espectral A1V.